# Silkkijärvi, Norrbotten
Silkkijärvi är en sjö i Pajala kommun i Norrbotten och ingår i Torneälvens huvudavrinningsområde.